# Сексуальне насильство в Південно-Африканській Республіці

Мапа Південної Африки

Рівень сексуального насильства в Південно-Африканській Республіці є одним з найвищих зареєстрованих у світі. Протягом 2015/16 року в поліцейську службу Південної Африки було повідомлено про 51 895 злочинів сексуального характеру.

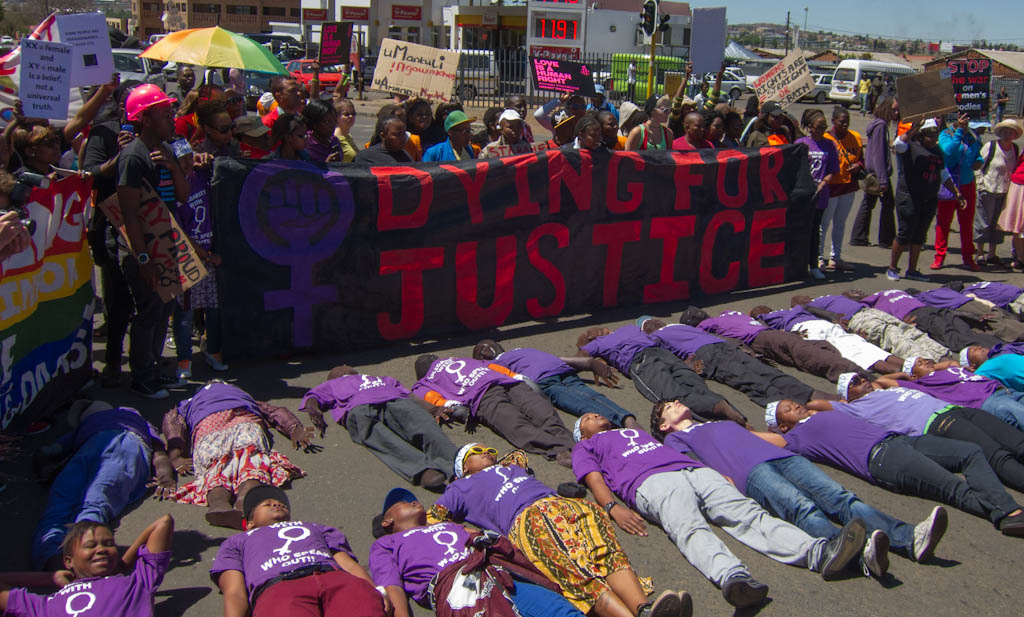
Soweto Pride 2012. Банер: "Вмираючи заради правосуддя", на футболках: "Солідарність з жінками, що говорять".

У вересні 2019 року президент ПАР Сіріл Рамафоса визнав, що сексуальне насильство проти жінок у ПАР зросло.  У національному «місті-матері» Кейптауні для боротьби із секснасильством проти жінок широко використовуються військові сили.

## Статистика
Поліцейська служба ПАР оприлюднила статистику злочинності країни. Категорія «сексуальні злочини» включає широкий спектр: зґвалтування, сексуальне насильство, інцест, зоофілія та інші злочини. Статистичні дані про зґвалтування поліція зазвичай не оприлюднює. Зазвичай їх публікують за спеціальними запитами дослідників і журналістів.
| Рік     | Згвалтувань | На 100 000 |
| ------- | ----------- | ---------- |
| 2008/9  | 46 647      | 95         |
| 2009/10 | 48 259      | 96         |
| 2010/11 | 48 158      | 95         |
| 2011/12 | 47 069      | 91         |
| 2012/13 | 48 408      | 92         |
| 2013/14 | 48 408      | 85         |
| 2014/15 | 43 195      | 80         |
| 2015/16 | 41 503      | 77         |
| 2016/17 | 39 828      | 71         |
| 2017/18 | 40 035      | 71         |
| 2018/19 | 41 583      | 72         |
| 2019/20 | 42 289      | 72         |
| 2020/21 | 36 330      |            |

Згідно зі звітом Управління ООН зі злочинів і наркотиків за 1998–2000 роки, ПАР займала перше місце за кількістю зґвалтувань на душу населення. У 1998 році кожна третя з 4000 жінок, опитаних в Йоганнесбурзі, зазнала зґвалтування, згідно з інформацією Community Information, Empowerment and Transparency (CIET) Africa. Феміністичні рухи в Південній Африці вважають, що жінку ґвалтують кожні 26 секунд, а поліція ПАР вважає, що кожні 36 секунд.
За опитуванням комплексного дослідження «Зґвалтування в Південній Африці» (2000) 2,1% жінок від 16 років в різних групах населення повідомили, що зазнавали сексуального насильства принаймні один раз з початку 1993 року по березень 1998 року. Аналогічно, південноафриканське демографічне та медичне дослідження 1998 року дало результати про поширеність зґвалтування у 4,0% усіх жінок від 15 до 49 років у вибраних домогосподарствах (опитування, також проведене Радою з медичних досліджень та Департаментом охорони здоров’я). Поки що не було зроблено жодних спроб усунути ці великі статистичні диспропорції.

### Регіональні відмінності

Провінції Південної Африки

У дослідженні трьох провінцій ПАР (Східний Кейп, Мпумаланга та Лімпопо) у 1997 році сказали, що протягом життя були згвалтовані 6,8% жінок Мпумаланги, 5,0% жінок Лімпопо і 4,5% жінок Східного Кейпу. У 1998 році на регіон Гаутенг припадав найбільший відсоток ув'язнених за сексуальні злочини — 20,6%, Західний Кейп мав 17,3%. Найменше мали Північний Кейп з 3,8% і Лімпопо з 2,6%.
Південноафриканське дослідження злочинності 2003 р. підкреслює регіональні відмінності у стресі громадян. Досліджуючи, який тип злочинів, на думку респондентів, найчастіше відбувався в районі їхнього проживання, 14,6% респондентів Північного Кейпу назвали зґвалтування найпоширенішим видом злочину. Північний Кейп вважав зґвалтування найбільш поширеним, у Квазулу-Натал був найменшим – 1,7%.
У середньому по всіх провінціях зґвалтування посіло 7 місце серед злочинів, які респонденти вважали найпоширенішими, після: проникнення до чужого майна, крадіжки майна, пограбування, вбивства, крадіжки худоби та нападу. Це опитування також досліджувало, якого типу злочинів респонденти боялися найбільше у своїй місцевості. Зґвалтування зайняло третє місце в цій категорії після лише вбивства та проникнення до будинку. Найбільше зґвалтування боялися 40,8% респондентів у Норд-Кейп та 31,8% респондентів у Фрі Стейт. З іншого боку, 11,6% респондентів Квазулу-Натал і 12,1% респондентів у Мпумаланзі назвали зґвалтування злочином, якого вони найбільше боялися у своєму регіоні.

## Форми насильства

### Згвалтування немовлят та дітей
У ПАР одні з найвищих показників зґвалтування дітей та немовлят у світі. ФундаціТірс і MPCiRC заявили, що 50% дітей ПАР постраждають від насильства до 18 років. У дослідженні MRC зазначено, що у 2009 році 15% жертв були молодшими 12 років.  У 2017 році поліція повідомила, що 9% випадків зґвалтування припадає на 9 років і молодше, а агентства повідомляють про зростання по всій країні. Хоча є різні цифри щодо кількості зареєстрованих зґвалтувань дітей, в одному звіті зазначено, що у 2000 році було зареєстровано 21 538 зґвалтування та спроби зґвалтування дітей віком до 18 років, а в іншому (2001) вказується 24 892 зґвалтування.  Групи захисту дітей вважають можливу кількість незареєстрованих інцидентів в 10 разів більшою. Найбільше почастішали напади на дітей до 7 років. За звітом профспілки, в ПАР кожні 3 хвилини ґвалтують дитину. Дехто посилаються на 400-відсоткове зростання сексуального насильства над дітьми за десятиліття, що передує 2002 р., і що воно все ще зростає. Третину злочинів коять члени сім'ї або близькі родичі.
З 2001 року набула резонансу низка зґвалтувань немовлят (деякі з них потребували реконструктивної операції для відновлення сечовидільної, статевої, черевної або трахеальної систем). У жовтні 2001 року 9-місячну дівчинку Чепанг зґвалтував ВІЛ-позитивний чоловік, і їй довелося перенести обширну реконструктивну операцію в Кейптауні.   У лютому 2002 року 8-місячне немовля зґвалтували четверо чоловіків. Одному пред'явлено звинувачення. Дитині була потрібна реконструктивна операція. Поранення дитини були настільки значними, що привернула увагу до судового переслідування.
Важливим фактором, що сприяє ескалації педофільного насилля, є поширений у ВІЛ-інфікованих з ПАР міф про те, що секс із цнотливою дівчиною вилікує чоловіка від СНІДу. Цей міф про невинне очищення існує в Замбії, Зімбабве та Нігерії.  Зловмисники часто є родичами жертв, а іноді їхніми батьками чи вихователями.

### Секснасильство проти жінок
Уряд ПАР повідомляє, що однією з причин є культура патріархату в Південній Африці. У його доповіді стверджується, що патріархат міцно вкорінений в культурі чорношкірих, і боротьба з ним розглядається як спроба знищити південноафриканську традицію або південноафриканські ідеали.
Небезпека зґвалтування та секснасильства посилюється через поширеність ВІЛ/СНІДу в південноафриканських селищах. Жінка, зґвалтована у віці понад 25 років, має 1 із 4 шансів, що її нападник ВІЛ-позитивний. Від ВІЛ/СНІДу постраждало більше жінок, ніж чоловіків.  Гвалтівниками в ПАР, як правило, є чоловіки. У ПАР чоловік або хлопець вбиває жінку кожні 6 годин. Багато чоловіків і жінок кажуть, що зґвалтування не може відбуватися у стосунках; проте кожна четверта жінка повідомила, що зазнала насильства з боку інтимного партнера. У 1993 році ПАР заборонила зґвалтування у шлюбі. У вересні 2019 року президент Рамафоса у відповідь на сплеск насильства проти жінок закликав прийняти закони щодо смертної кари за зґвалтування і скликав екстрену сесію парламенту ПАР. 

#### Лесбофобні ("корекційні") зґвалтування та вбивства
В певних частинах Африки вважається, що зґвалтування лесбійок перетворить їх на гетеросексуальних жінок.  Уряд ПАР повідомив CEDAW про дискримінацію лесбійок у багатьох сферах. Уряд звинувачують у потуранні лесбофобним злочинам через страх здатися "недостатньо мужнім".

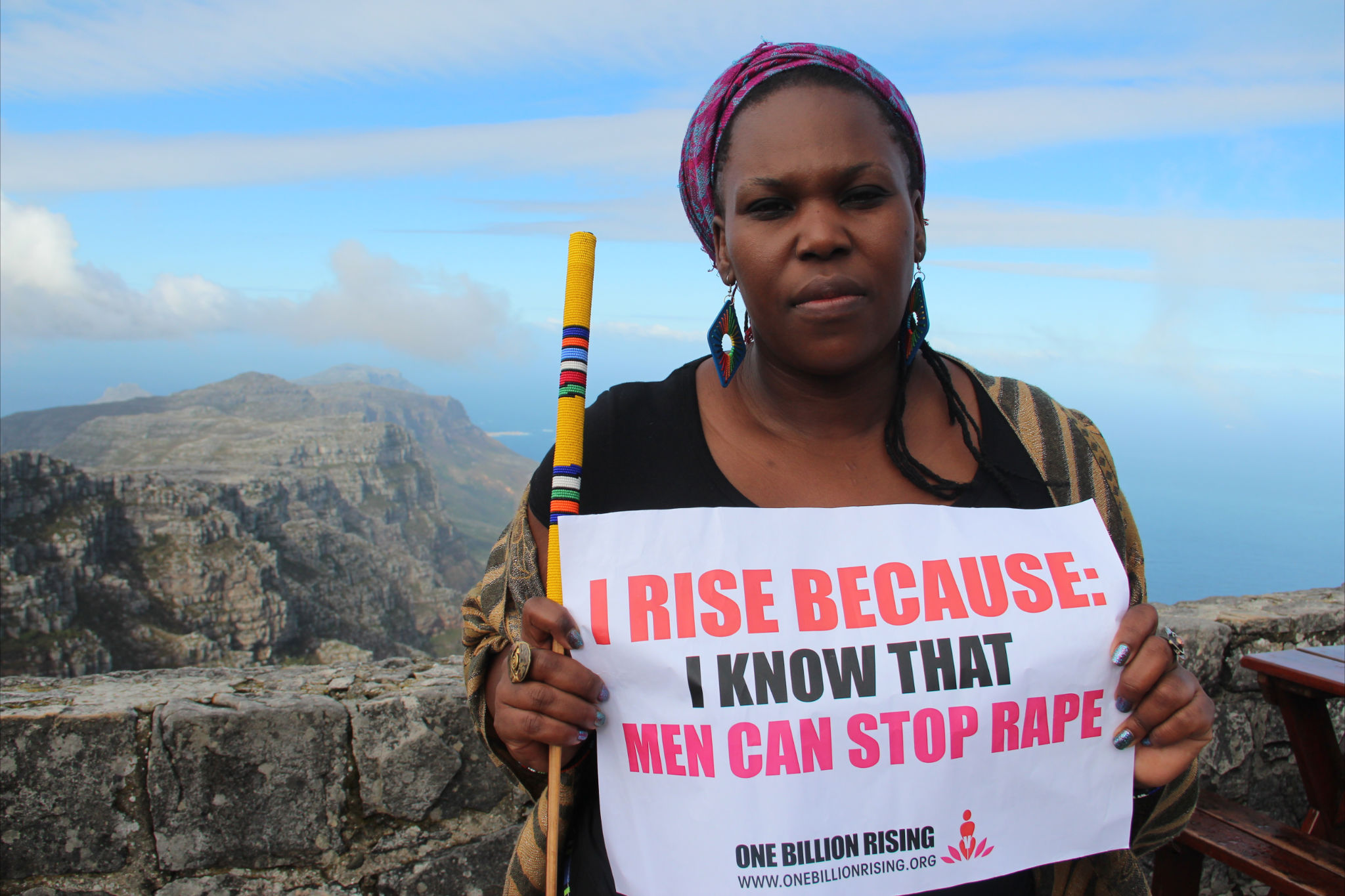
Південноафриканська акторка Андреа Дондоло на Столовій горі в Кейптауні в рамках програми One Billion Rising закликає чоловіків припинити насильство проти жінок і дівчат

31 жінку зґвалтували та вбили з "корекційною" метою в Південній Африці за декаду з 2001 по 2011. Задокументовано мінімум 50 зґвалтувань чорних лесбійок у селищах з 1997 по 2007. За свідченнями Luleki Sizwe, що пережила зґвалтування, як мінімум 10 лесбійок на тиждень гвалтували в районі Кейптаун. Human Rights Watch описує це як частину епідемії гомофобних вбивств у Південній Африці.
Першими резонансними злочинами стали зґвалтування та вбивства 2006 року. 19-річну Золісва Нконьяна четверо чоловіків закололи та закидали камінням до смерті за те, що вона була відкритою лесбійкою, у селищі Кейптаун, Khayelitsha.
2006: Футболістку національної збірної Banyana Banyana та ЛГБТ-активістку Юді Сімелан жорстоко зґвалтували та вбили. 24-річну ЛГБТ-активістку Ноксоло Ноґваза з ПАР зґвалтували та вбили в селищі Ква-Тема Йоганнесбурга, біля Кейптауна. Її обличчя і голову понівечили ударами каменів та порізали шматками скла, біля тіла знайшли використані кондоми, пляшку пива, та великий камінь . За наявними данами, на неї напали після спроби заманити її подругу. Місцеві жителі свідчили про чоловічі крики: “Ми виб'ємо з вас лесбійок”. Її похорон відвідали понад 2000 осіб, засуджуючи насильство проти лесбійок та “каральні” зґвалтування, у певний момент погрожуючи каструвати ґвалтівників бритвами, якщо поліція їх не заарештує. 170,000 людей з усього світу підписали петицію до влади щодо припинення корекційних зґвалтувань. Американська GO Campaign долучилась до збору коштів на навчання дітей та кампанії толерантності для молоді в селищах. Human Rights Watch та Amnesty International назвали вбивство злочином на ґрунті ненависті. Речник поліції відмовлявся його так класифікувати, кажучи, що "вбивство є вбивство" і що поліція не враховує орієнтацію жертви. До листопада 2012 нікого так і не заарештували, тоді Amnesty International запустила кампанію "Write for Rights", щоб поновити розслідування її справи.
2007: у Совето лесбійську активістку Sizakele Sigasa та її партнерку Salome Masooa зґвалтували, катували та вбили. Ці злочини південноафриканські організації ЛГ-прав, включно з парасольковою Joint Working Group, визнали спричиненими лесбофобією. Simangele Nhlapo, членкиню групи підтримки ВІЛ-позитивних людей, зґвалтували та вбили в червні разом з її дворічною донькою. 16-річну Madoe Mafubedu згвалтували та закололи.
В Найробі борчиня за права лесбійок Поліна Кімані виступила в телепрограмі з питання гомосексуальності. В тижні після її неоднократно ображали на вулицях і в публічних місцях, група чоловіків переслідувала її з погрозами зґвалтуванням. Біля її житла залишили лист з погрозою смерті.
Гомофобні зґвалтування також вчиняють проти геїв. Дослідження 2003 року Out LGBT Well-Being (Out) і Центром прикладної психології Університету Пар (UCAP), виявило, що відсоток чорношкірих геїв, які сказали, що вони зазнали корекційного зґвалтування, відповідає аналогічному відсотку чорношкірих лесбійок. Вважається, що стигматизація жертв чоловіків є причиною низького рівня повідомлень про виправні випадки зґвалтування геїв.

### Тюремні зґвалтування
Майже 50% всіх ув’язнених ПАР, опитаних судовою інспекцією виправних служб, повідомили, що сексуальне насильство трапляється «іноді», «часто» або «дуже часто». Секснасильство у в’язницях пов’язане з бандитським насильством та владними структурами, а ув’язнених, які зазнають сексуального насильства, зазвичай гвалтують знову і знову. Люди, які пережили зґвалтування у в’язницях, розповідають, що чиновники в країні дотримуються думки, що «[чоловікам] слід очікувати такого поводження у в’язниці», і вчені виявили, що «нових ув’язнених у в’язницях для чоловіків гвалтують усі члени в’язниці після прибуття». Поширеність зґвалтування у в’язницях підвищує рівень ВІЛ-інфекції в країні.

### Секснасильство над чоловіками
Близько 3,5% чоловіків були змушені займатися сексом з іншими чоловіками (опитування Ради медичних досліджень 2009 року). Близько 19,4% усіх дорослих жертв секснасильства в ПАР в 2012 році були чоловіками. Згідно з опитуванням іншої групи, кожен п’ятий дорослий чоловік стає жертвою сексуальних злочинів, і ця цифра може бути набагато вищою, оскільки чоловіки в 10 разів рідше повідомлятимуть про сексуальне насильство, ніж жінки. У країні дуже мало мереж підтримки чоловіків, постраждалих від зґвалтування, що ускладнює повідомлення про злочини.

## Зловмисники

### Чоловіки

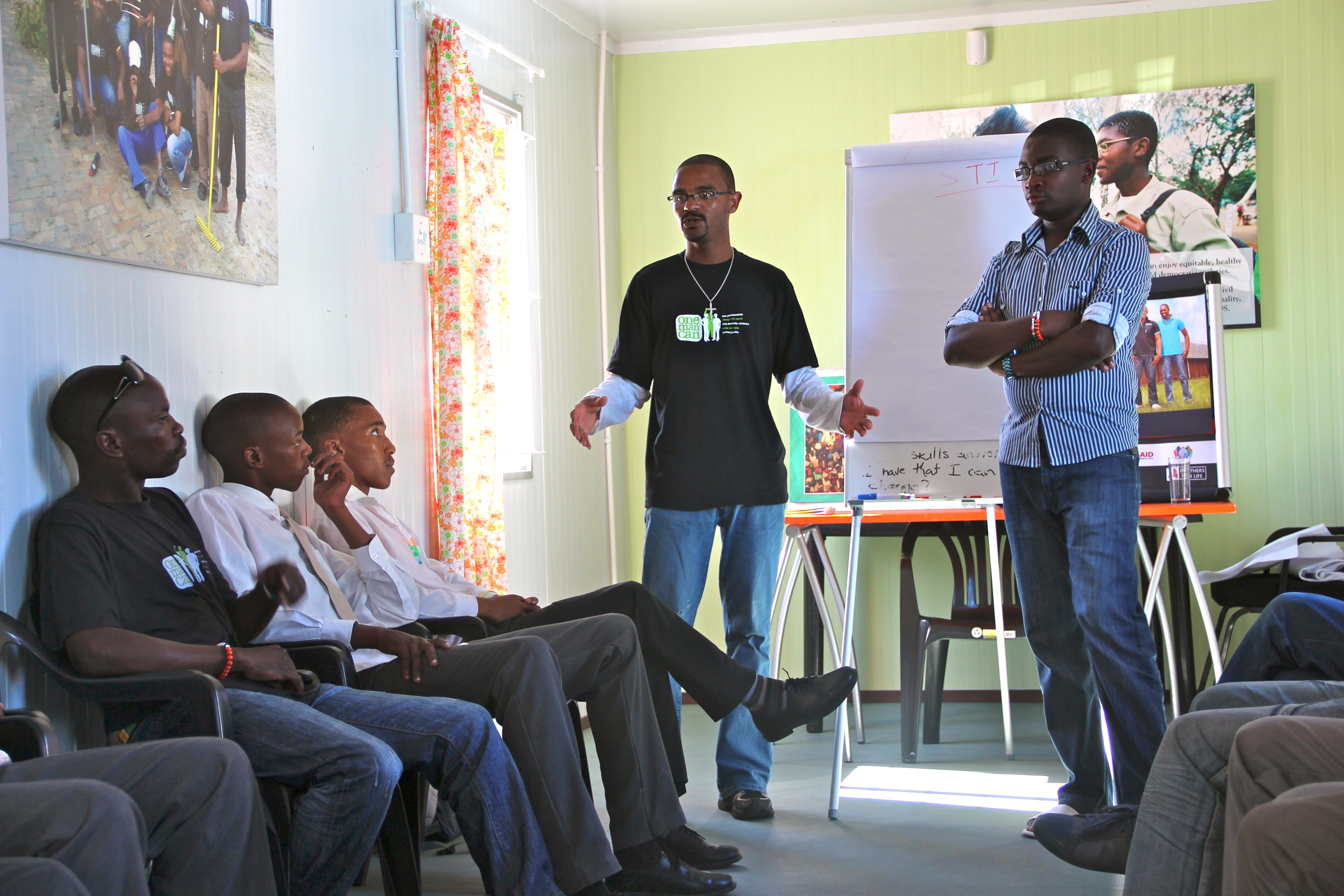
Програма Sonke Gender Justice у ПАР має на меті змінити ставлення до дівчат і жінок серед чоловіків і хлопчиків

У 2014 та 2015 роках дослідження Western Cape підрахувало, що тільки 15% чоловіків зґвалтували жінку, яка не була їхньою партнеркою. У дослідженні Гаутенга (2010) 37,4% чоловіків зізналися у зґвалтуванні жінки. Понад 25% із вибірки з 1738 чоловіків Підвенної Африки з провінцій Квазулу-Натал і Східний Кейп зізналися у зґвалтуванні когось під час анонімного допиту в 2009 році; з них майже половина заявили, що вони зґвалтували понад одну людину, згідно з оглядом політики, виданим Радою медичних досліджень (MRC). Декілька новинних публікацій помилково екстраполювали ці результати на решту населення ПАР, в результаті чого кількість зґвалтувань у кілька разів вища у двох провінціях, про які йдеться.  Майже 3 з 4 чоловіків, які зізналися в зґвалтуванні, заявили, що вперше примушували жінку або дівчину до сексу до того, як чоловіки досягли 20 років, і майже кожен десятий зізнався, що робив це до 10 років.
Рада з медичних досліджень стверджує: «Багато форм сексуального насильства, зокрема сексуальних домагань і форм сексуального примусу, які не передбачають застосування фізичної сили, широко розглядаються як нормальна чоловіча поведінка». У ньому також сказано, що такі злочини, як групове зґвалтування, були поширеними, оскільки вважалися формою чоловічого зв’язку. Market Research Africa, розташоване в Йоганнесбурзі агентство маркетингових досліджень, повідомило у 1994 році, що 76% чоловіків вважають, що жінки не мають права сказати «ні» сексу, третина вважала, що жінки не можуть самостійно приймати рішення про аборт, а 10% потурали чоловікам, які б'ють жінку або свою дружину.

### Діти та підлітки
За опитуванням CIET (2007), 60% хлопчиків і дівчаток від 10 до 19 років вважають, що примусово займатися сексом зі знайомими не є насильницьким. Близько 11% хлопців і 4% дівчат зізналися в тому, що примушували когось до сексу. Дослідження також показало, що 12,7% студентів вірили в міф про очищення від ВІЛ/СНІД сексом з незайманою дівчиною.
У опитуванні 1500 дітей шкільного віку містечка Совето в Йоганнесбурзі, чверть опитаних хлопчиків сказали, що «джекроллінг», термін для групового зґвалтування, був веселим. Більше половини опитаних наполягали, що коли дівчина каже «ні» сексу, вона має на увазі «так». Учасниками цього дослідження були діти шкільного віку, оскільки вік значною мірою пов’язаний із зґвалтуванням. Чоловіки від 20 до 40 років частіше зґвалтували молодших або старших чоловіків.

### Вчителі та учні
Іншою проблемою педофілії у ПАР є сексуальне насильство та домагання в школах з боку вчителів та учнів. За даними Human Rights Watch, дівчата з усіх рівнів суспільства та етнічних груп зазнавали сексуального насильства в школі у ванних кімнатах, порожніх класах, гуртожитках тощо. Поліція, прокуратура та соціальні працівники також скаржилися, що про багато випадків сексуального насильства в школах їм не повідомляють, оскільки школи часто вважають за краще розбиратися з ним внутрішньо, чим заважають покаранню винних. Небезпека секснасильства в школах створила бар’єр для дівчат в освіті. HRW також повідомила, що після інциденту сексуального насильства погіршується шкільна успішність південноафриканських дівчат. 

## Боротьба

### Законодавство
Уряд ПАР усвідомлює проблему. Білль про права в Конституції ПАР передбачає забезпечення прав усіх людей у ПАР з демократичними цінностями людської гідності, рівності та свободи. Крім того, він закликає до права на свободу та безпеку, включаючи свободу від усіх форм насильства з боку державних або приватних джерел, а також право на фізичну та психологічну недоторканність, включаючи відтворення та фізичну безпеку. ПАР є членкинею Конвенції ООН про ліквідацію будь-якої дискримінації щодо жінок, де вона повідомила про деякі питання сексуального насильства. У звіті повідомлялося, як Комісія правди та примирення запропонувала платформу для голосів постраждалих від насильства та секснасильства під час апартеїду. У ньому також повідомили подробиці про судову владу ПАР, де нижчі суди відповідають за важливі питання, такі як сексуальне та домашнє насильство.
Парламент ПАР прийняв Закон про внесення змін до кримінального закону (сексуальні злочини та пов’язані з ними питання) 2007 року, який набрав чинності з 16 грудня 2007 року. Комплексний закон спрямований на перегляд і внесення змін до всіх законів, що стосуються сексуальних злочинів та їх посилення. Преамбула поправки закликає детально розглянути проблему в ПАР, зазначаючи, що проблема «відбиває глибоку системну дисфункціональність нашого суспільства». Поправка визначає, що сексуальне насильство включає, але не обмежуючись ними, такі форми: зґвалтування та примусове зґвалтування[що це?], сексуальне насильство, вимушений напад і примусовий сексуальний напад, вуаєризм, дитяча порнографія, інцест, зоофілія, акти некрофілії.
Він також додає заходи щодо сексуальних злочинів проти дітей (включаючи сексуальні акти за згодою), сексуальної експлуатації, впливу порнографії, примусових свідків сексуальних актів та сексуальних злочинів проти людей з ментальною інвалідністю. Крім того, поправка передбачає надання послуг постраждалим від сексуальних злочинів, обов’язкового тестування на ВІЛ імовірних секс-злочинців та створює національний реєстр сексуальних злочинців. Міністерство юстиції також провело велику національну кампанію із запобігання насильству проти жінок, розпочату 25 листопада 1996 року як освітню.
Зґвалтування визначено в Законі про внесення змін до кримінального закону (сексуальні злочини та пов’язані з ними питання) від 2007 року.  Цей закон скасував злочин загального права, пов’язаний зі зґвалтуванням, замінивши його більш широким правопорушенням, яке визначено в розділі 3 Закону.

### ЗМІ
Проблема висвітлюється у ЗМІ громадськості різними шляхами. З 1990-х у ЗМІ почастішали повідомлення про високий рівень сексуального насильства в ПАР. Інші засудили зображення секснасильства в ПАР у медіях за наратив про білу постраждалу з середнього класу з освітою, що не зазнає нападів з боку однолітків чи членів сім'ї.

#### Резонансні злочини
Багато новин і подій, що стосуються сексуального насильства в ПАР, які привернули велику міжнародну увагу.
У квітні 1999 року американську чиновницю ЮНІСЕФ, яка відвідала ПАР у справах, зґвалтували під час пограбування будинку, де вона проживала.
Колишнього президента ПАР Джейкоба Зуму звинуватили у зґвалтуванні ВІЛ-позитивної 31-річної доньки друга сім'ї в листопаді 2005 року до того, як він був президентом. Виправданий судом у 2006 році, він все ж зізнався у незахищеному сексі за згодою з жінкою. Подія широко висвітлювалась у пресі.
Наприкінці серпня 2019 року студентку Уйінене Мрветяну зґвалтував і вбив службовець поштового відділення, який працював у Клермонті, Кейптаун. Її смерть висвітлила ширшу національну проблему гендерного насильства та феміциду в ПАР , і їй приписують «зміщення південноафриканської колективної свідомості»  і «запалення руху». 